# بلازائو
بلازائو (به لاتین: Belazao) یک منطقهٔ مسکونی در ماداگاسکار است که در ناحیه آنتسیرابه دو واقع شده‌است. بلازائو ۱۴٬۳۳۲ نفر جمعیت دارد و ۱٬۵۴۵ متر بالاتر از سطح دریا واقع شده‌است.